# Слободан Новак
Слободан Новак (Сплит, 3. новембар 1924 – Загреб, 25. јули 2016) хрватски је књижевник. За свој роман Мириси, злато и тамјан добио је престижну НИН-ову награду за најбољи роман за 1968. годину.

## Биографија
Слободан Новак рођен је 1924. године у Сплиту. Гимназију је похађао у Сплиту, а матурирао у Сушаку 1943. током Другог светског рата придружио се антифашистичком покрету. После рата је уписао Филозофски факултет у Загребу и 1953. завршио студије југославистике. Радио је као лектор, новинар и уредник у новинама, часописима и издавачким кућама и као управник драме у Хрватском народном казалишту у Сплиту. Покренуо је и уређивао часописе Извор и Кругови. За своја књижевна дела добио је више награда. Редовни члан Хрватске академије знаности и умјетности био је од 1991.

## Књижевни рад
На књижевној сцени Слободан Новак дебитовао је 1950. збирком песама Гласнице о олуји. Ипак, хрватска књижевна историографија памтиће га у првенствено по приповедачкој прози, коју је убрзо почео да објављује у Круговима и Републици. Први роман Изгубљени завичај објавио је 1955. године, а који је претходно изашао у часопису Република 1954. Роман Мириси, злато и тамјан из 1968. године редовно се наводи као један од најбољих романа хрватске књижевности уопште, а посебно као пример егзистенцијалистичке књижевности. Написао је и неколико радио драма.

## Награде
Године 1968. за свој роман Мириси, злато и тамјан Слободан Новак добио је престижну НИН-ову награду за најбољи роман за 1968. годину.
Године 1989. добио је награду Владимир Назор за животно дело.

## Екранизације
По Новаковим романима хрватски филмски режисер и сценариста Анте Бабаја снимио је филмове Мириси, злато и тамјан (1971) и Изгубљени завичај (1980).